# Bilimora
Bilimora là một thành phố và khu đô thị của quận Navsari thuộc bang Gujarat, Ấn Độ.

## Địa lý
Bilimora có vị trí 20°45′B 72°57′Đ / 20,75°B 72,95°Đ Nó có độ cao trung bình là 4 mét (13 foot).

## Nhân khẩu
Theo điều tra dân số năm 2001 của Ấn Độ, Bilimora có dân số 51.087 người. Phái nam chiếm 51% tổng số dân và phái nữ chiếm 49%. Bilimora có tỷ lệ 77% biết đọc biết viết, cao hơn tỷ lệ trung bình toàn quốc là 59,5%: tỷ lệ cho phái nam là 81%, và tỷ lệ cho phái nữ là 74%. Tại Bilimora, 9% dân số nhỏ hơn 6 tuổi.